# Ilha de Mount Desert
A Ilha de Mount Desert (em inglês:  Mount Desert Island, frequentemente abreviada MDI) é a maior ilha costeira do estado norte-americano do Maine. Pertence ao condado de Hancock, e tem uma área de 280 km2, sendo a 52.ª maior ilha dos Estados Unidos contíguos. É tida mitas vezes mas de forma errada como a terceira maior ilha na Costa Leste dos Estados Unidos  mas é de facto a segunda maior, apenas ultrapassada por Long Island, e à frente de Martha's Vineyard.) A ilha tem uma população permanente de cerca de 10000 residentes, mas é visitada anualmente por 2,5 milhões de pessoas, sobretudo pelo Parque Nacional Acadia, que nela se situa. A ilha é também conhecida pelas estâncias de veraneio como Northeast Harbor e Bar Harbor. Entre os notáveis que aí veraneiam, estão George Mitchell, Tim Robbins, David Rockefeller, Susan Sarandon, e Martha Stewart.
A escritora francesa naturalizada norte-americana Marguerite Yourcenar residiu na ilha, aí tendo falecido em 1987.
Há quatro vilas na ilha de Mount Desert:
- Bar Harbor, que inclui Eden, Hulls Cove, Salisbury Cove, e Town Hill;
- Mount Desert, que inclui Hall Quarry, Northeast Harbor, Otter Creek, Pretty Marsh, Seal Harbor, e Somesville;
- Southwest Harbor, que inclui Manset and Seawall;
- Tremont, que inclui Bass Harbor, Bernard, Gotts Island, Seal Cove, e West Tremont.

## Geografia
A ilha tem muitos lagos alongados, como o Long Pond, o Seal Cove Pond, o Eagle Lake e o Jordan Pond.

## História
- A ilha era frequentada por povos ameríndios da região (Abenakis), que aí passavam o inverno.[7] Deixaram importantes coleções de conchas em vários locais.

- O francês Samuel de Champlain foi o primeiro europeu a descobrir a ilha, à qual deu o nome de «île des Monts Déserts». Em 1613, uma missão jesuíta francesa foi fundada à entrada de Somes Sound, mas foi destruída pouco depois pelos ingleses.

- Em 1688, Antoine de Lamothe-Cadillac recebeu por concessão do governador da Nova França um território de 400 km2 que incluía a ilha e a região do rio Union, no continente. Não ocupou o seu feudo. A ilha era à época fronteira entre as duas colónias (Nova França a norte e Nova Inglaterra a sul), o que era fonte de instabilidade.

## Galeria

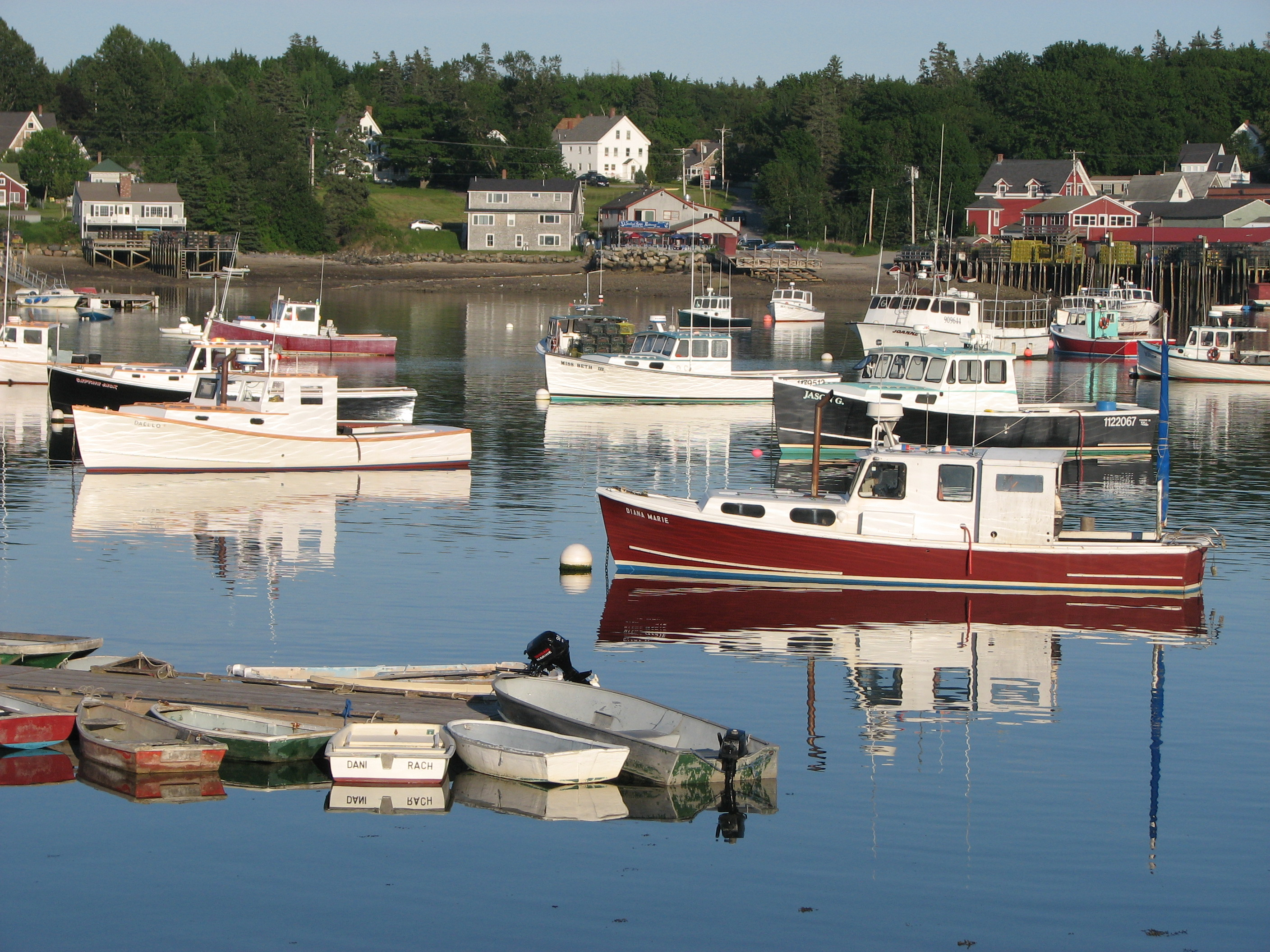
O pequeno porto de Bass Harbor
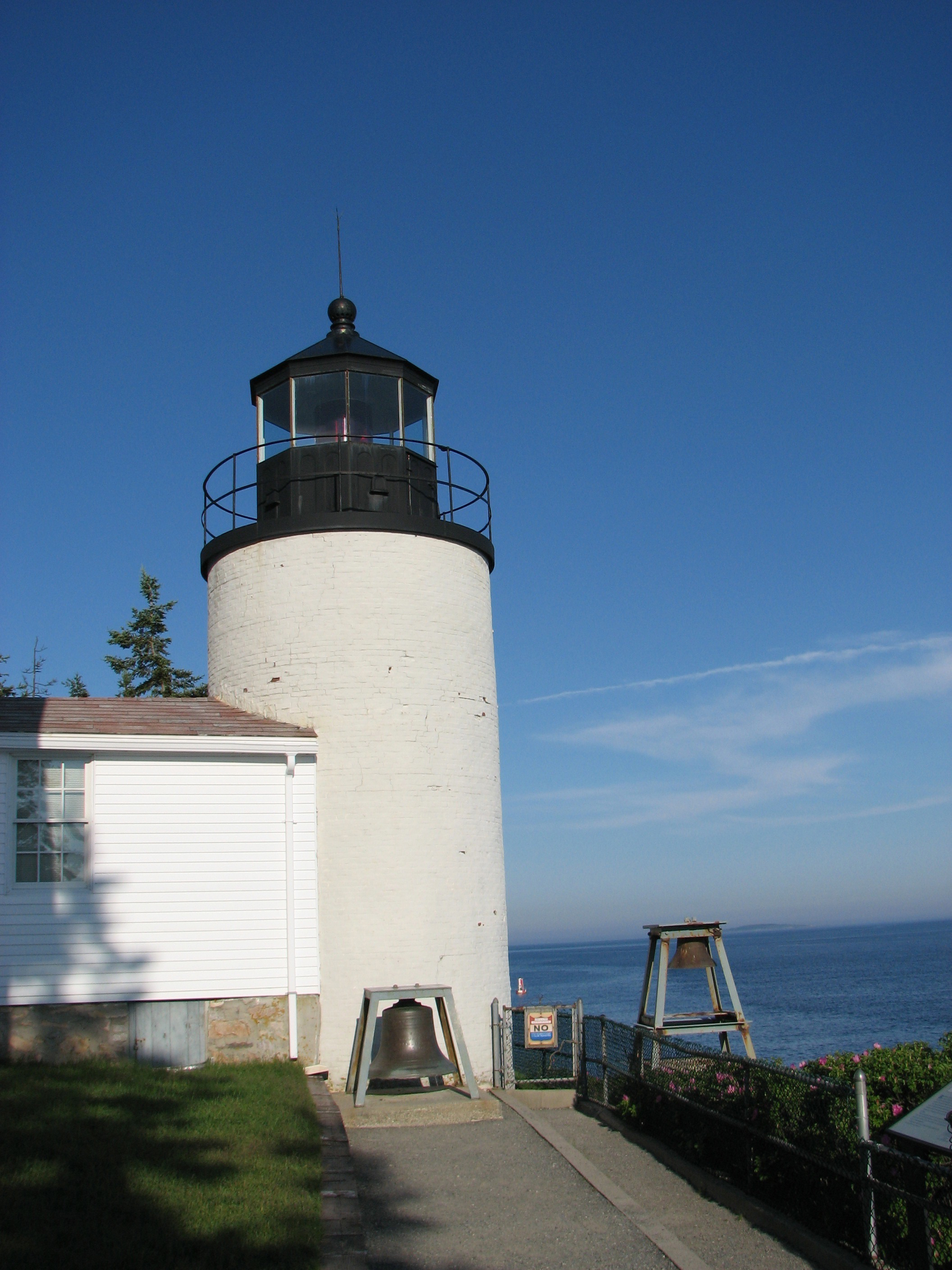
O farol de Bass Harbor, no extremo sul da ilha
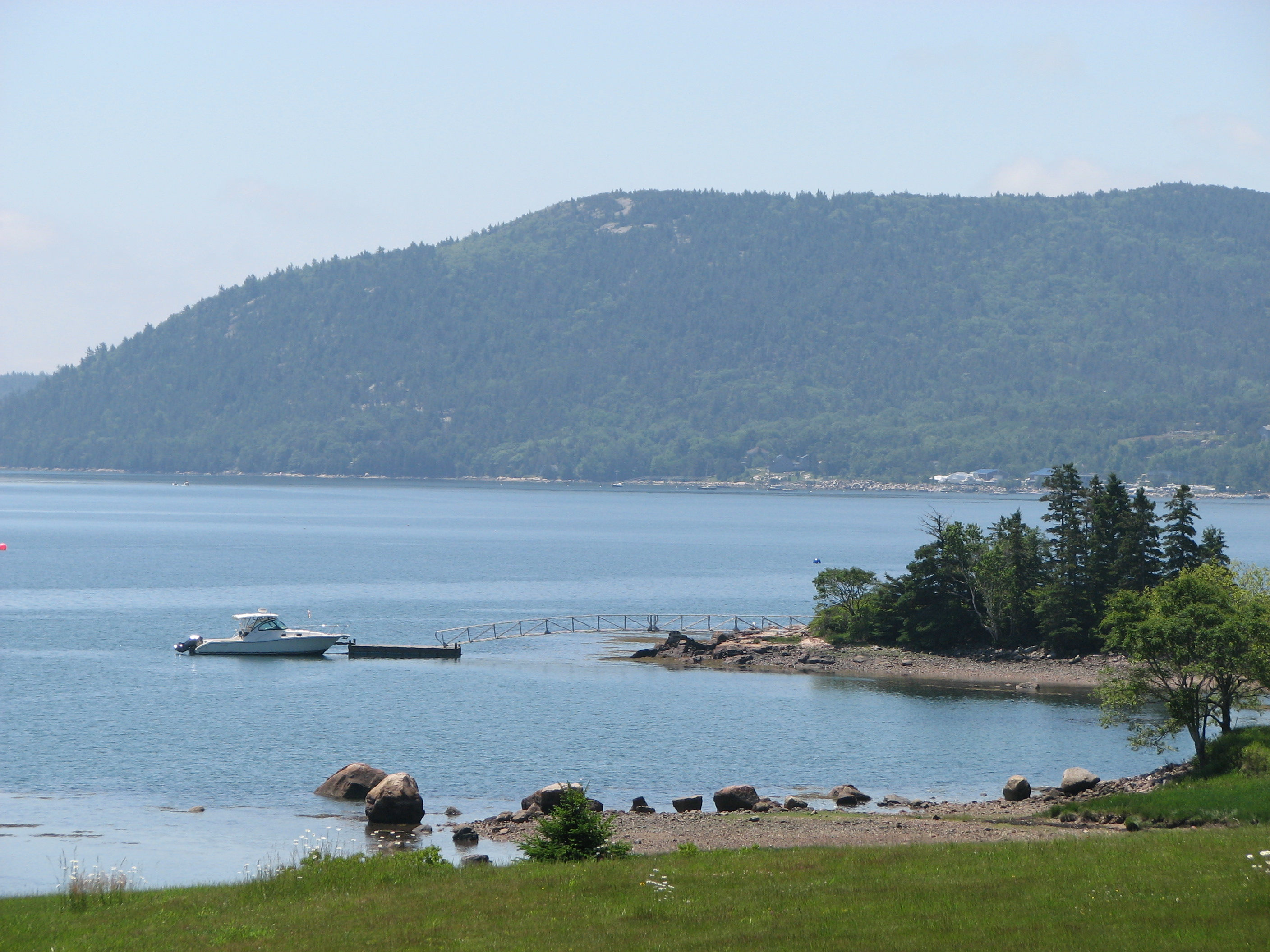
Somes Sound, o mais longo braço de mar na ilha
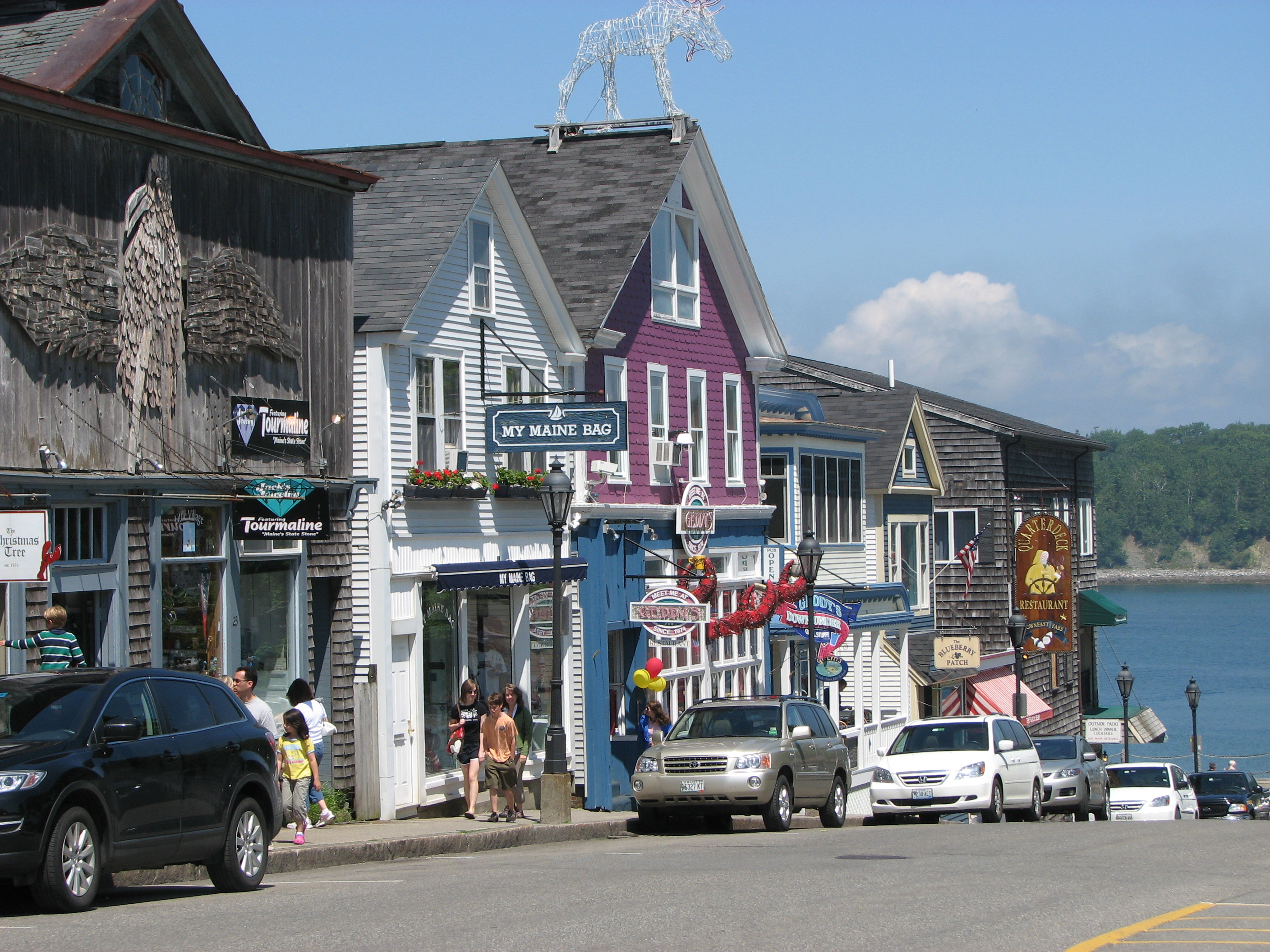
Centro de Bar Harbor